# Okręg wyborczy nr 43 do Sejmu Polskiej Rzeczypospolitej Ludowej (1989–1991)
Okręg wyborczy nr 43 do Sejmu Polskiej Rzeczypospolitej Ludowej (1989–1991) obejmował Skarżysko-Kamienną oraz gminy Bałtów, Bliżyn, Bodzechów, Brody, Kunów, Końskie, Mirzec, Ostrowiec Świętokrzyski, Pawłów, Ruda Maleniecka, Starachowice, Stąporków, Suchedniów, Waśniów i Wąchock (województwo kieleckie). W ówczesnym kształcie został utworzony w 1989. Wybieranych było w nim 5 posłów w systemie większościowym.
Siedzibą okręgowej komisji wyborczej była Skarżysko-Kamienna.

## Wybory parlamentarne 1989

### Mandat nr 168 –Polska Zjednoczona Partia Robotnicza
| Kandydat | I tura | I tura | II tura | II tura |
| Kandydat | Głosów | %      | Głosów  | %       |
| --- | ------ | ------ | ------- | ------- |
| Kazimierz Grzyb                                                                                                | 27 357 | 19,92  | 23 297  | 42,30   |
| Waldemar Komorowski                                                                                            | 18 333 | 13,35  | 24 062  | 43,69   |
| Wojciech Szepytowski                                                                                           | 17 976 | 13,09  | —       | —       |
| Leszek Lankof                                                                                                  | 8335   | 6,07   | —       | —       |
| Liczba głosów ważnych: 137 354 (I tura) • 55 070 (II tura) Źródło: Państwowa Komisja Wyborcza I tura i II tura |        |        |         |         |

### Mandat nr 169 –Polska Zjednoczona Partia Robotnicza
| Kandydat | I tura | I tura | II tura | II tura |
| Kandydat | Głosów | %      | Głosów  | %       |
| --- | ------ | ------ | ------- | ------- |
| Sławomir Kopański                                                                                              | 20 399 | 15,44  | 27 604  | 50,23   |
| Henryk Kapłański                                                                                               | 14 557 | 11,02  | 19 119  | 34,79   |
| Łukasz Wojciechowski                                                                                           | 12 068 | 9,13   | —       | —       |
| Władysław Ścibisz                                                                                              | 9952   | 7,53   | —       | —       |
| Jerzy Klechowski                                                                                               | 7204   | 5,45   | —       | —       |
| Bogumił Rup | 5966   | 4,52   | —       | —       |
| Liczba głosów ważnych: 132 144 (I tura) • 54 950 (II tura) Źródło: Państwowa Komisja Wyborcza I tura i II tura |        |        |         |         |

### Mandat nr 170 – bezpartyjny
| Kandydat                                                          | Głosów | %     |
| ----------------------------------------------------------------- | ------ | ----- |
| Michał Chałoński                                                  | 94 935 | 68,65 |
| Tomasz Chudzicki                                                  | 14 977 | 10,83 |
| Stanisław Lasota                                                  | 7270   | 5,26  |
| Władysława Kuźnia                                                 | 6530   | 4,72  |
| Wiesław Pająk                                                     | 4522   | 3,27  |
| Jan Komoń                                                         | 2666   | 1,93  |
| Liczba głosów ważnych: 138 291 Źródło: Państwowa Komisja Wyborcza |        |       |

### Mandat nr 171 – bezpartyjny
| Kandydat                                                          | Głosów  | %     |
| ----------------------------------------------------------------- | ------- | ----- |
| Adam Mitura                                                       | 118 421 | 77,37 |
| Zofia Kaczor                                                      | 26 930  | 17,60 |
| Liczba głosów ważnych: 153 055 Źródło: Państwowa Komisja Wyborcza |         |       |

### Mandat nr 440 –Polska Zjednoczona Partia Robotnicza
| Kandydat                                                         | Głosów | %     |
| ---------------------------------------------------------------- | ------ | ----- |
| Jerzy Karpacz                                                    | 23 917 | 43,66 |
| Zbigniew Pudysz                                                  | 13 306 | 24,29 |
| Liczba głosów ważnych: 54 786 Źródło: Państwowa Komisja Wyborcza |        |       |